# Mistrzostwa Świata w Piłce Siatkowej Mężczyzn 1956 (składy)
Artykuł grupuje składy reprezentacji narodowych w piłce siatkowej, które wystąpiły w Mistrzostwach Świata w Piłce Siatkowej Mężczyzn 1956 odbywających się w Paryżu.

## Składy drużyn

### Brazylia
Trener: Samy Mehinsky
| - F. Bartells - J. Bastos - J. de Melo Bitencourt - S. Borges - U. Brochado - Alvara Caira | - M. Campos - J. Parahos - João J. Quaresima - Joel Ramalho - R. Silva - S. Tavares |

### Bułgaria
Trener: Georgi Krastew
| - I. Asenow - B. Danaiłow - D. Denew - B. Guderow - L. Guderow - N. Leczew | - B. Moszczełow - P. Pondałow - T. Simow - W. Simow - P. Topałow - D. Zachariew |

### Czechosłowacja
Trener: Josef Kozák
| - Josef Brož - Karel Brož - Bohumil Golian - Karel Láznička - Zdenek Maly - Josef Musil | - Jaromír Paldus - Karel Paulus - Miroslav Purnoch - Ladislav Synovec - Josef Tesař - František Schwarzkopf |

### Francja
Trener: Marcel Mathoré
| - Alfred Arroyo - Christian Belleval - Jacques Bertrand - Alain Bertagnol - Jean-Claude Bosch - Igor Boulatsel | - Pierre Coquand - Jean-Jacques Desplanckes - François Dujardin - Jean Estève - René Nomico |

### Holandia
| - De Beer - De Kroov - De Ruiter - De Vries - Kaptein - Maas | - Smit - Tuinrian - van der Ploes - Zimmerman |

### Izrael
| - Bouer - Dekel - Ealinger - Graff - Hanegbi - Jeruchalmi | - Kafri - Maller - Mika - Porat - Rotchild - Unsteit |

### Jugosławia
Trener: Dragomir Sirotanović
| - B. Bazdar - P. Bojić - N. Djordjević - P. Mandarić - Z. Mikina - S. Milosavljević | - I. Popović - V. Skerbinek - B. Stefanović - A. Stilić - B. Stojimirović - B. Zivković |

### NRD
Trener: Eberhard Schulz
| - Brandenburg - Brockow - Burger - Doring - Dosiehn - Einer | - Heintze - Kurt - Kolodniak - Kringer - Renthaler - Loscher |

### Polska
Trener: Jacek Busz
| - Stanisław Czerski - Kazimierz Feliszewski - Romuald Mazurek - Waldemar Pindelski - Marian Radomski - Wojciech Rutkowski | - Tadeusz Szlagor - Aleksy Szołomicki - Alfred Szperling - Wojciech Szuppe - Tadeusz Wleciał - Jan Woluch |

### Portugalia
| - António Augusto - Borget - Brasil - Cohen - Costa - Duarte | - Fernández - Mapaltrain - Moira - Pereira - Roqueter |

### Rumunia
Trener: Emiliu Petrescu
| - Gabriel Cherebețiu - Gheorghe Corbeanu - Eduard Derzei - Dumitru Miedanu - Sebastian Mihailescu - Constantin Mitroi - Alexandru Musat | - Horațiu Nicolau - Caius Miculescu - Jean Ponova - Marcel Rusescu - Stefan Roman |

### Stany Zjednoczone
Trener: Harry Wilson
| - A. Alper - R. Engen - B. Klein - B. Klinger - A. Kuhn - L. Morgan | - W. Schiller - G. Selznick - L. Wentzel - M. Wigley - D. Williams - J. Woods |

### Węgry
Trener: Abad Árpád
| - L. Benke - Z. Berek - L. Gállos - F. Gulyás - B. Horváth - F. Jánosi - J. Kovács | - P. Mayer - L. Nagy - J. Papp - O. Prouza - Roka - M. Tatar - J. Varga |

### Włochy
Trener: Ivan Trinajstić
| - Barberi - Bellagambi - Bigoni - Bortolomasi - De Bernardi - Gasparini | - Giacchetti - Manetti - Moise - Rasori - Tedeschi |

### ZSRR
Trener: Anatolij Ejngorn
| - Nil Fasachow - Giennadij Gajkowoj - Władimir Kurinnyj - Anatolij Makagonow - Georgij Mondzolewski - Konstantin Rewa | - Giennadij Smoljaninow - Marat Szapłygin - Semion Szczerbakow - Iwan Tiszczenko - Edmunds Ungurs - Anatolij Zakrzewski |